# Bodenseeufer (Landschaftsschutzgebiet)
Das Gebiet Bodenseeufer ist ein über 37 km² großes Landschaftsschutzgebiet (LSG-Nummer 4.35.031) im baden-württembergischen Bodenseekreis in Deutschland. Es besteht aus mehreren, nicht zusammenhängenden Teilgebieten im Bereich der Gemeinden und Städte Daisendorf, Hagnau am Bodensee, Immenstaad am Bodensee, Meersburg, Salem, Sipplingen, Stetten, Überlingen und Uhldingen-Mühlhofen.
Das Landschaftsschutzgebiet wurde ursprünglich 1982 durch Verordnung des Landratsamts Bodenseekreis ausgewiesen. Seither wurden die Anzahl der Teilgebiete und Gesamtfläche des LSGs mehrfach durch weitere Verordnungen angepasst.

## Lage
Die insgesamt rund 3.766 Hektar großen Teilgebiete des Landschaftsschutzgebiets Bodenseeufer gehören naturräumlich zum Linzgau und Bodenseebecken. Sie liegen im Bereich des Bodenseeufers und des nahen Hinterlandes auf den Gemarkungen Daisendorf und Wohrenberg (zu Daisendorf), Hagnau (zu Hagnau), Helmsdorf, Immenstaad, Kippenhausen und Ziegelei (zu Immenstaad), Baitenhausen und Meersburg (zu Meersburg), Tüfingen (zu Salem), Sipplingen (zu Sipplingen), Stetten (zu Stetten), Altbirnau, Bonndorf, Deisendorf, Goldbach, Hödingen, Kogenbach, Nesselwangen, Nußdorf, Oberried und Überlingen (zu Überlingen) sowie Mühlhofen, Oberuhldingen, Seefelden und Unteruhldingen (zu Uhldingen-Mühlhofen).

### Teilgebiet 1
- Gemarkung Sipplingen und Teile der Gemarkungen Bonndorf und Nesselwangen
  - Gewann Hommetal

### Teilgebiet 1a
- Gemarkungen Bonndorf und Hödingen

### Teilgebiet 2
- Gemarkungen Hödingen und Oberried
  - Gewanne Mittler Eglisbohl, Ober Eglisbohl, Weiherhöfe
  - Andelshofer Weiher, Nellenbachtal

### Teilgebiet 2a
- Gemarkung Goldbach
  - Gewanne Ober Eglisbohl, Obere Härlen, Obere Tobelwiesen, Schuler, Simmelbrunnen, Stempfel und Untere Härlen

### Teilgebiet 2b
- Gemarkung Kogenbach
  - Gewanne Andelshofer Bürgle, Dobelbach und Windstauden

### Teilgebiet 3
- Gemarkungen Altbirnau und Oberried
  - Gewanne Aspenhalde, Birnauer Äcker, Föhrengraben, Gewinern, Gischberg, Kastenschachen und Letzte Aspen
  - Nußbachtal

### Teilgebiet 4
- Gemarkung Deisendorf
  - Gewann Heidenlöcher
  - Deisendorfer Weiher

### Teilgebiet 4a
- Gemarkung Deisendorf
  - Gewanne Breitenweiler, Haidenlocher, Häldenöschele, Langacker, Pfaffenwiesen, Segader und Tiefe sowie Distrikte XVII Gyrrenberg, XVII Mühlbach und XXX Rohrhalde
  - Rengoldshauser Hof

### Teilgebiet 5

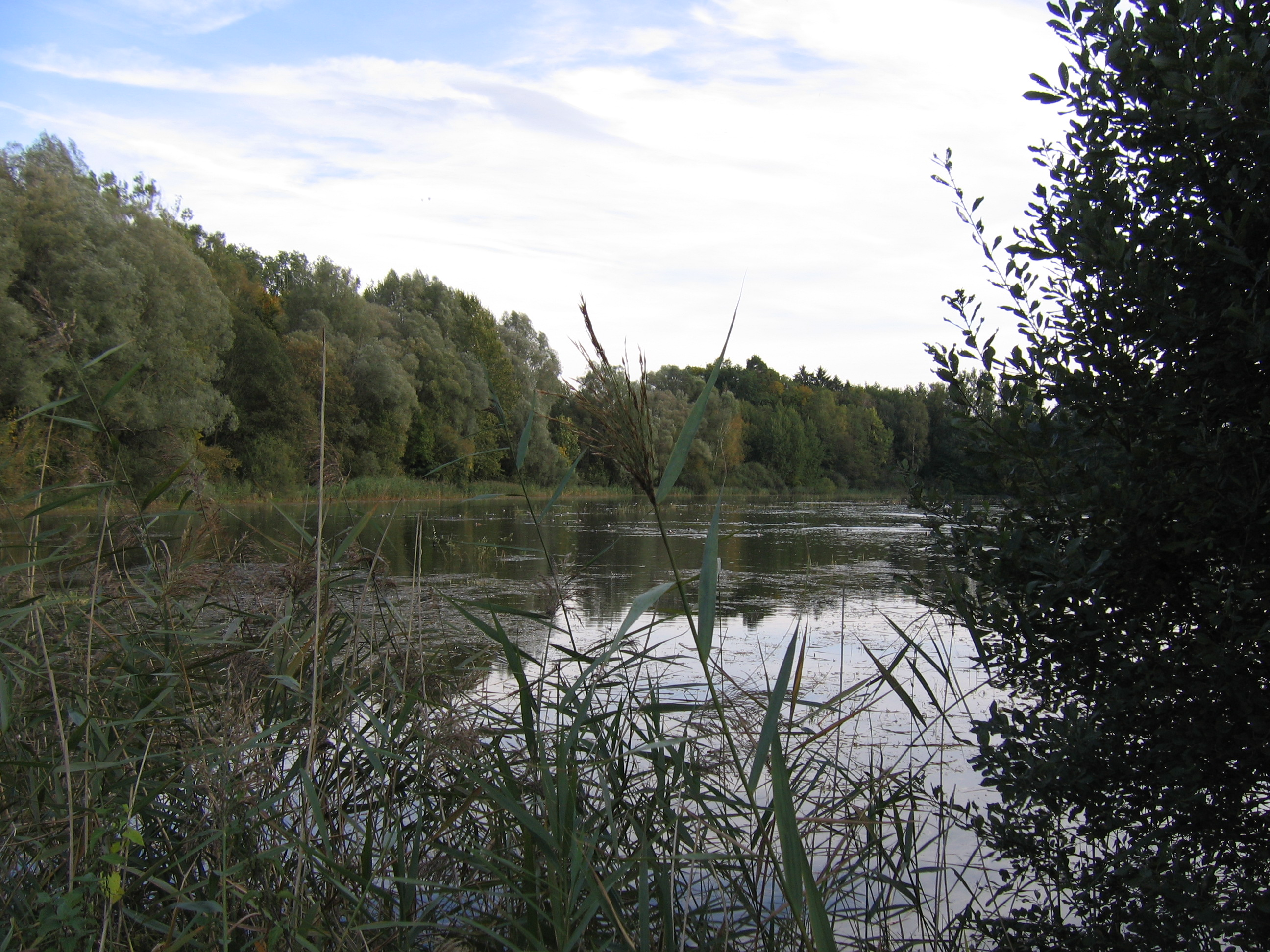
Der Egelsee

- Gemarkungen Mühlhofen, Nußdorf, Oberuhldingen und Seefelden
  - Gewanne Brühlwiese, Constantinhalde, Mauracher Wald, Nellenfurt, Schwarzwies und Seehalde
  - Kaltenbrunnenweiher, Nellenbach

### Teilgebiet 5a
- Gemarkung Nußdorf
  - Gewann Constantinhalde

### Teilgebiet 6
- Gemarkungen Gebhardsweiler und Oberuhldingen
  - Gewann Lohäcker und Distrikt XXVI Lichtenberg-Hungerberg
  - Reismühle, Seefelder Aach

### Teilgebiet 7
- Gemarkungen Meersburg und Unteruhldingen
  - Gewanne Felsenkeller, Hüngerling und Lichtenwiese sowie Distrikte I Lichtengehau, I Weiherholz, I Zihlbühl, II Rotenlachen und II Wölfele

### Teilgebiet 7a
- Gemarkungen Daisendorf, Mühlhofen und Unteruhldingen
  - Gewanne Felderösch, Im Laim, Obere Reishalde sowie Distrikte I Zihlbühl und Lichtenberg-Hungerberg

### Teilgebiet 8
- Gemarkung Daisendorf

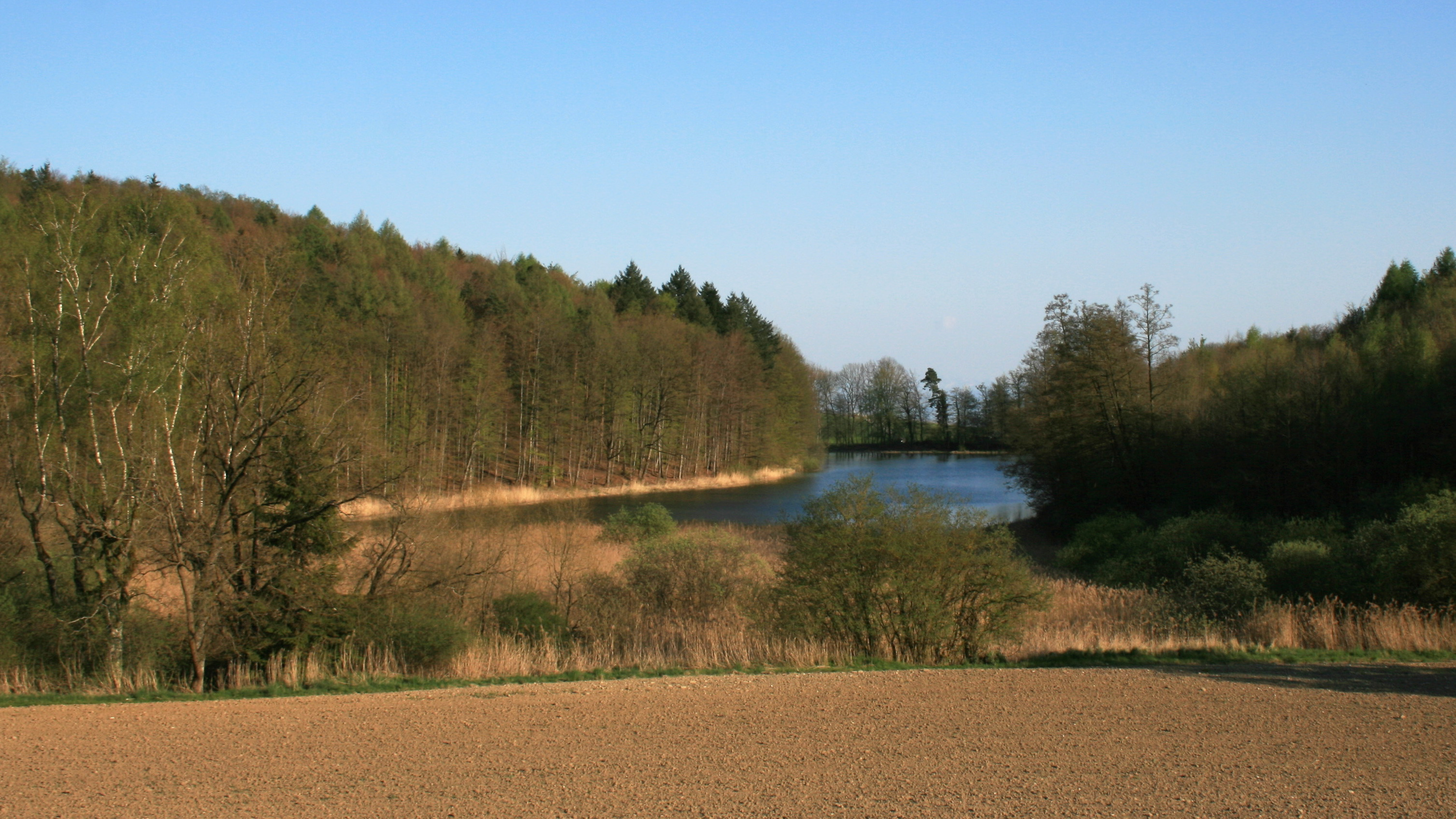
Der Neuweiher,
ehemals Daisendorfer Weiher

  - Daisendorfer Weiher, heute Neuweiher genannt, im Gebiet östlich und südlich der Gemeindeverbindungsstraße („Am Wattenberg“, „Baitenhausener Straße“), sowie westlich und nördlich der Gemeindegrenze Meersburg-Daisendorf.[1]

### Teilgebiet 8a
- Gemarkung Wohrenberg
  - Wohrenbergkuppe

### Teilgebiet 9
- Gemarkung Meersburg
  - Siechenweiher

### Teilgebiet 10
- Gemarkungen Hagnau, Meersburg und Stetten
  - Gewanne Höhenbühl, Ruchenholz, Untere Lüh und Vogelsang
  - Dysenbachtal, Hüllo, Mühlbachtobel

### Teilgebiet 11
- Gemarkungen Hagnau, Immenstaad und Kippenhausen
  - Gewanne Hardt, Horn, Kippenhorn, Öschle, Willen, Winkel und Wolfgang

### Teilgebiet 12
- Gemarkung Immenstaad
  - Kniebachtobel

### Teilgebiet 13
- Gemarkung Helmsdorf
  - Gewanne Anfall, Außendorf, Bitze und Helmsdorf
  - Dornier-Gelände

### Teilgebiet 14
- Gemarkung Immenstaad
  - Gewanne Hagnauer Wiesen und Hundsbühl
  - Alte Ziegelei

## Schutzzweck
Wesentlicher Schutzzweck ist die Erhaltung der Schönheit und Eigenart der Bodenseeuferlandschaft in ihrem kleinräumigen Wechsel von bewaldeten Kuppen, steilen Molassefelsen, Streuobst- und Wiesenflächen mit eingestreuten Äckern. Das Relief der Bodenseeuferzone in seiner Vielfalt mit abwechselnd steilen Felsen, Kuppen, Hügeln und Tobeln soll geschützt werden. Der durch den landschaftlichen Reiz und das schonende Klima hohe Erholungswert mit überregionaler Bedeutung soll für die Allgemeinheit gesichert werden.